# Philippe Cassou-Noguès
Philippe Cassou-Noguès (* 1944 in Paris) ist ein französischer Mathematiker, der sich mit algebraischer Zahlentheorie und arithmetischer Geometrie befasst. Er ist Professor an der Universität Bordeaux I.
Cassou-Noguès wurde 1977 bei Jacques Martinet an der Universität Bordeaux I promoviert (Structure galoisienne des anneaux d’entiers). Als Post-Doktorand war er 1980 am Institute for Advanced Study.
Er war Gastwissenschaftler am MSRI, IHES, der University of Manchester, in Harvard, Augsburg (bei Jürgen Ritter), der Universität Complutense Madrid, am King’s College London (bei Albrecht Fröhlich) und in Genf.
1983 bewies er mit Martin Taylor eine Vermutung von Albrecht Fröhlich über hermitesche Galois-Modulstruktur des Rings ganzer Zahlen algebraischer Zahlkörper.
Er ist mit der Zahlentheoretikerin Pierrette Cassou-Noguès verheiratet.

## Schriften
- mit Martin J. Taylor: Rings of integers and elliptic functions (= Progress in Mathematics. 66). Birkhäuser, Boston MA u. a. 1987, ISBN 3-7643-3350-2.
- mit Martin J. Taylor: Local root numbers and Hermitian-Galois module structure of rings of integers. In: Mathematische Annalen. Band 263, 1983, S. 251–261.